# Stellar (criptovaluta)

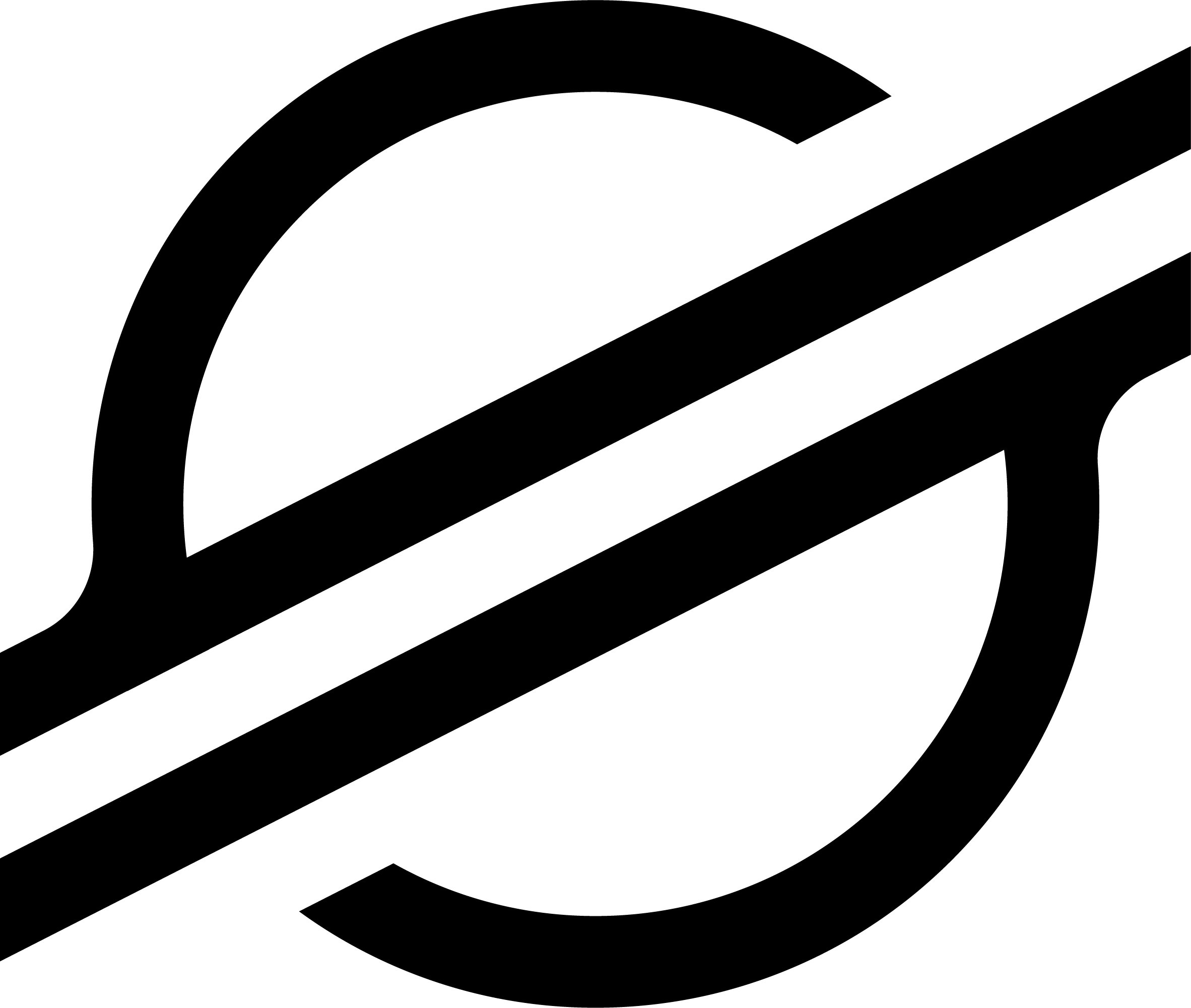
Simbolo del Lumen

Stellar è un protocollo open source per lo scambio di valute fondata all'inizio del 2014 da Jed McCaleb (creatore di eDonkey) e Joyce Kim; tra gli amministratori figurano Keith Rabois, Patrick Collison, Matt Mullenweg, Greg Stein, Joi Ito, Sam Altman, Naval Ravikant e altri. 
Il protocollo Stellar è supportato da una organizzazione no profit, la Stellar Development Foundation..

## Tecnologia
La tecnologia su cui si appoggia è la blockchain, il nome dato alla criptovaluta è il Lumen con simbolo XLM. Può essere acquistata e venduta sulle più diffuse piattaforme di scambio di criptovalute.

## Applicazioni
Diverse organizzazioni no profit stanno implementando Stellar come infrastruttura finanziaria, in particolare nel mondo in via di sviluppo tra cui la fondazione Praekelt che ha integrato Stellar nella sua app di messaggistica Vumi per fare in modo che le giovani donne dell'Africa sub-sahariana possano mettere da parte denaro
Oradian, un software cloud bancario che ha intenzione di usare Stellar per creare una rete tra le istituzioni di microcredito in Nigeria
Nel dicembre 2016 sono state annunciate molte partnership, nelle Filippine, in India e nell'Africa occidentale.
A ottobre 2017 IBM sceglie Stellar come tecnologia da usare per i pagamenti cross-border.